# رومن برزوفسکی

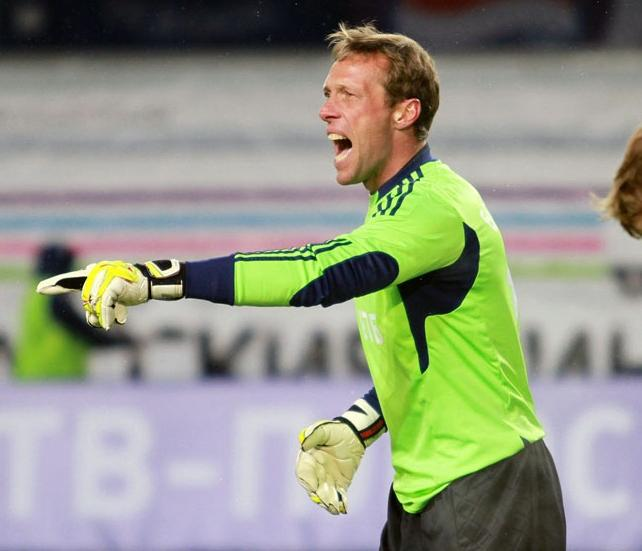

رومن آناتولی برزوفسکی (ارمنی: Ռոման Անատոլիի Բերեզովսկի؛ روسی: Рома́н Анато́льевич Березо́вский; متولد ۵ اوت ۱۹۷۴ در ایروان)، بازیکن سابق و مربی فوتبال فعلی اهل کشور ارمنستان می‌باشد. او هم‌اکنون مربی دروازه‌بان‌های دینامو مسکو می‌باشد.

## باشگاهی
این بازیکن سابقه بازی در تیم‌های باشگاهی سیونیک کاپان، کوسموس-کیروفتس، زنیت سن پترزبورگ، تورپدو مسکو، خیمکی و دینامو مسکو را نیز در کارنامه دارد.

## تیم ملی
برزوفسکی بین سال‌های ۱۹۹۶ تا ۲۰۱۵ میلادی در ۹۳ بازی دروازه‌بان تیم ملی فوتبال ارمنستان بازی بوده‌است. نخستین بازی ملی خود را در تاریخ ۳۱ اوت ۱۹۹۶ در بازی‌های مقدماتی جام جهانی ۱۹۹۸ در مقابل پرتغال انجام داده‌است.
| تیم ملی فوتبال ارمنستان | تیم ملی فوتبال ارمنستان | تیم ملی فوتبال ارمنستان |
| اسال                    | حضورها                  | گل‌ها                    |
| ----------------------- | ----------------------- | ----------------------- |
| ۱۹۹۶                    | ۳                       | ۰                       |
| ۱۹۹۷                    | ۵                       | ۰                       |
| ۱۹۹۸                    | ۴                       | ۰                       |
| ۱۹۹۹                    | ۸                       | ۰                       |
| ۲۰۰۰                    | ۵                       | ۰                       |
| ۲۰۰۱                    | ۳                       | ۰                       |
| ۲۰۰۲                    | ۲                       | ۰                       |
| ۲۰۰۳                    | ۶                       | ۰                       |
| ۲۰۰۴                    | ۱                       | ۰                       |
| ۲۰۰۵                    | ۶                       | ۰                       |
| ۲۰۰۶                    | ۲                       | ۰                       |
| ۲۰۰۷                    | ۶                       | ۰                       |
| ۲۰۰۸                    | ۴                       | ۰                       |
| ۲۰۰۹                    | ۳                       | ۰                       |
| ۲۰۱۰                    | ۵                       | ۰                       |
| ۲۰۱۱                    | ۶                       | ۰                       |
| ۲۰۱۲                    | ۶                       | ۰                       |
| ۲۰۱۳                    | ۸                       | ۰                       |
| ۲۰۱۴                    | ۸                       | ۰                       |
| ۲۰۱۵                    | ۲                       | ۰                       |
| ۲۰۱۶                    | ۱                       | ۰                       |
| Total                   | ۹۴                      | ۰                       |

Statistics accurate as of match played 25 March 2016

## افتخارات
زنیت سن پترزبورگ

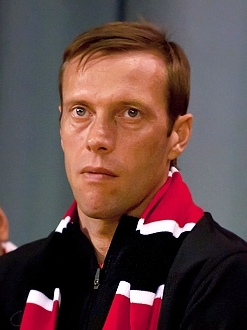

- جام حذفی فوتبال روسیه (۱): ۱۹۹۸–۹۹

 خیمکی
- جام حذفی فوتبال روسیه نایب قهرمانی (۱): ۲۰۰۴–۰۵
- لیگ دسته اول فوتبال روسیه (۱): ۲۰۰۶